# Episodi di Power Rangers (seconda stagione)
La seconda stagione della serie televisiva d'azione per ragazzi Power Rangers si compone di 52 episodi, andati in onda negli Stati Uniti dal 21 luglio 1994 al 20 maggio 1995 e ritrasmessi in Italia su Canale 5 dal 22 novembre 1994 alle 17:00 e successivamente su Italia 1 alle 13.30.
| n° | Titolo originale                     | Titolo italiano                             | Prima TV USA      | Prima TV Italia  |
| -- | ------------------------------------ | ------------------------------------------- | ----------------- | ---------------- |
| 1  | The Mutiny: Part I                   | L'Ammutinamento (prima parte)               | 21 luglio 1994    | 22 novembre 1994 |
| 2  | The Mutiny: Part II                  | L'Ammutinamento (seconda parte)             | 29 luglio 1994    | 23 novembre 1994 |
| 3  | The Mutiny: Part III                 | L'Ammutinamento (terza parte)               | 5 agosto 1994     | 24 novembre 1994 |
| 4  | The Wanna-Be Ranger                  | Trasformazione Rangers!                     | 13 settembre 1994 | 25 novembre 1994 |
| 5  | Putty on the Brain                   | Amici o Nemici?                             | 14 settembre 1994 | 26 novembre 1994 |
| 6  | Bloom of Doom                        | Il Fiore del Male                           | 17 settembre 1994 |                  |
| 7  | The Green Dream                      | L'incubo                                    | 19 settembre 1994 | 1º dicembre 1994 |
| 8  | The Power Stealer                    | Il Ladro di Poteri                          | 20 settembre 1994 | 28 novembre 1994 |
| 9  | The Beetle Invasion                  | Il cervo volante                            | 21 settembre 1994 | 29 novembre 1994 |
| 10 | Welcome to Venus Island              | L'isola di Venere                           | 24 settembre 1994 | 30 novembre 1994 |
| 11 | The Song of Guitardo                 | La canzone di Guitardo                      | 26 settembre 1994 | 2 dicembre 1994  |
| 12 | Green No More: Part I                | Addio Green Ranger (prima parte)            | 27 settembre 1994 | 3 dicembre 1994  |
| 13 | Green No More: Part II               | Addio Green Ranger (seconda parte)          | 28 settembre 1994 | 5 dicembre 1994  |
| 14 | Missing Green                        | Le candele dei Rangers                      | 3 ottobre 1994    | 7 dicembre 1994  |
| 15 | Orchestral Maneuvers in the Park     | Mostri immaginari                           | 4 ottobre 1994    | 6 dicembre 1994  |
| 16 | Beauty and the Beast                 | La bella e la bestia                        | 10 ottobre 1994   | 8 dicembre 1994  |
| 17 | White Light: Part I                  | Luce bianca (prima parte)                   | 17 ottobre 1994   | 9 dicembre 1994  |
| 18 | White Light: Part II                 | Luce bianca (seconda parte)                 | 18 ottobre 1994   | 10 dicembre 1994 |
| 19 | Two for One                          | Due al posto di uno                         | 24 ottobre 1994   | 12 dicembre 1994 |
| 20 | Opposites Attract                    | Atmosfera magnetica                         | 25 ottobre 1994   | 13 dicembre 1994 |
| 21 | Zedd's Monster Mash                  | Il mostro di Halloween                      | 28 ottobre 1994   |                  |
| 22 | The Ninja Encounter: Part I          | L'Incontro ninja (prima parte)              | 2 novembre 1994   |                  |
| 23 | The Ninja Encounter: Part II         | L'Incontro ninja (seconda parte)            | 3 novembre 1994   |                  |
| 24 | The Ninja Encounter: Part III        | L'Incontro ninja (terza parte)              | 4 novembre 1994   |                  |
| 25 | A Monster of Global Proportions      | Il mostro a quattro teste                   | 5 novembre 1994   | 19 dicembre 1994 |
| 26 | Zedd Waves                           | Le onde ipnotizzanti di Lord Zedd           | 7 novembre 1994   | 20 dicembre 1994 |
| 27 | The Power Transfer: Part I           | Il trasferimento di poteri (prima parte)    | 8 novembre 1994   | 21 dicembre 1994 |
| 28 | The Power Transfer: Part II          | Il trasferimento di poteri (seconda parte)  | 9 novembre 1994   | 22 dicembre 1994 |
| 29 | Goldar's Vice-Versa                  | Il ballo                                    | 12 novembre 1994  | 23 dicembre 1994 |
| 30 | Mirror of Regret                     | Ricordi d'infanzia                          | 14 novembre 1994  | 14 gennaio 1995  |
| 31 | When Is a Ranger Not a Ranger?       | Vuoto di memoria                            | 15 novembre 1994  | 18 gennaio 1995  |
| 32 | Rocky Just Wants to Have Fun         | Rocky vuole divertirsi                      | 16 novembre 1994  | 21 gennaio 1995  |
| 33 | Lights, Camera, Action               | Luci, motore, azione!                       | 17 novembre 1994  | 25 gennaio 1995  |
| 34 | Where There's Smoke, There's Fire    | Al fuoco! Al fuoco!                         | 21 novembre 1994  | 28 gennaio 1995  |
| 35 | Scavenger Hunt                       | Caccia al tesoro                            | 22 novembre 1994  | 1º febbraio 1995 |
| 36 | The Great Bookala Escape             | La fuga di Bookala                          | 23 novembre 1994  | 4 febbraio 1995  |
| 37 | Forever Friends                      | Amiche per sempre                           | 28 novembre 1994  | 8 febbraio 1995  |
| 38 | A Reel Fish Story                    | Mostri acquatici                            | 29 novembre 1994  | 11 febbraio 1995 |
| 39 | Rangers Back in Time: Part I         | Indietro nel tempo (prima parte)            | 4 febbraio 1995   |                  |
| 40 | Rangers Back in Time: Part II        | Indietro nel tempo (seconda parte)          | 11 febbraio 1995  | 17 maggio 1995   |
| 41 | The Wedding: Part I                  | Il matrimonio (prima parte)                 | 13 febbraio 1995  | 24 maggio 1995   |
| 42 | The Wedding: Part II                 | Il matrimonio (seconda parte)               | 14 febbraio 1995  |                  |
| 43 | The Wedding: Part III                | Il matrimonio (terza parte)                 | 15 febbraio 1995  |                  |
| 44 | Return of the Green Ranger: Part I   | Il ritorno del Green Ranger (prima parte)   | 20 febbraio 1995  |                  |
| 45 | Return of the Green Ranger: Part II  | Il ritorno del Green Ranger (seconda parte) | 21 febbraio 1995  | 7 giugno 1995    |
| 46 | Return of the Green Ranger: Part III | Il ritorno del Green Ranger (terza parte)   | 22 febbraio 1995  | 10 giugno 1995   |
| 47 | Best Man for the Job                 | L'uomo giusto al posto giusto               | 29 aprile 1995    |                  |
| 48 | Storybook Rangers: Part I            | Nel mondo delle favole (prima parte)        | 1 maggio 1995     |                  |
| 49 | Storybook Rangers: Part II           | Nel mondo delle favole (seconda parte)      | 2 maggio 1995     |                  |
| 50 | Wild West Rangers: Part I            | Selvaggio west (prima parte)                | 8 maggio 1995     |                  |
| 51 | Wild West Rangers: Part II           | Selvaggio west (seconda parte)              | 9 maggio 1995     |                  |
| 52 | Blue Ranger Gone Bad                 | Il finto Blue Ranger                        | 20 maggio 1995    |                  |

## L'Ammutinamento (prima parte)
- Titolo originale: The Mutiny: Part I
- Diretto da: Shuki Levy
- Scritto da: Shell Danielson, Shuki Levy

### Trama
Lord Zedd, il supremo imperatore dei malvagi alieni spaziali, stanco dei continui fallimenti di Rita Repulsa, arriva sulla Luna ed erige il suo castello prendendo il posto della strega al comando. Per sbarazzarsi dei fastidiosi Power Rangers crea un nuovo esercito di Putties invincibili, restituisce a Goldar le sue ali e crea un potente mostro grazie al fulmine del suo bastone magico, in grado di trasformare qualunque animale o oggetto in una creatura spaventosa. Colpendo un pesce piraña, lo muta in Pirantis, un mostro che riesce a togliere ogni potere ai Dinozord dei Power Rangers! Iniziano tempi difficili per i sei eroi che difendono la Terra...

## L'Ammutinamento (seconda parte)
- Titolo originale: The Mutiny: Part II
- Diretto da: Shuki Levy
- Scritto da: Shell Danielson, Shuki Levy

### Trama
Mentre Trini e Billy cercano di mettere a punto, in una disperata lotta contro il tempo, un apparecchio che interferisca con il controllo che Pirantis ha sugli Zords, Jason, Zack, Kimberly e Tommy cercano di fermare il Tirannosauro Dinozord e il Dragonzord, che sono finiti sotto il controllo di Lord Zedd e stanno distruggendo Angel Grove. Se i Rangers riusciranno a riprendere il controllo degli Zords, Alpha e Zordon potranno trasformarli in nuovi e potenti Thunderzord in grado di affrontare ad armi pari le creature di Lord Zedd.

## L'Ammutinamento (terza parte)
- Titolo originale: The Mutiny: Part III
- Diretto da: Shuki Levy
- Scritto da: Shell Danielson, Shuki Levy, Barbara Oliver

### Trama
Finalmente Billy riesce a far funzionare l'apparecchio per deviare il segnale di Lord Zedd e Pirantis, permettendo quindi ai Power Rangers di tornare in possesso del Tirannosauro Dinozord e del Dragonzord. Ma Lord Zedd risponde a questo utilizzando i poteri del suo bastone magico per distruggere gli Zords, facendoli sprofondare nel centro della Terra. Fortunatamente Tommy riesce a nascondere Dragonzord sul fondo del mare prima che Zedd lo distrugga. Tuttavia, Zordon ed Alpha 5 riescono a salvare una parte dei Dinozords e, usando il potere del tuono, li trasformano nei moduli Thunderzords. I Power Rangers poi combinano i loro nuovi Zords nel Megathunderzord e riescono a distruggere il mostro Pirantis una volta per tutte.

## Trasformazione Rangers!
- Titolo originale: The Wanna-Be Ranger
- Diretto da: John Stewart
- Scritto da: Ellen Levy-Sarnoff, Dan Sarnoff

### Trama
Zordon informa i Rangers che ha intenzione di mettersi temporaneamente in stasi, lasciando Alpha 5 da solo ad occuparsi del Centro di Comando. Annoiato, Alpha osserva un bambino sulla Sfera di Osservazione, Dylan, che ha bisogno di aiuto perché si è perso e decide di teletrasportarsi nel parco cittadino per aiutare il piccolo. Lord Zedd approfitta dell'assenza di Zordon per creare Primátor, un mostro mutaforma, che aggredisce Alpha 5 e Dylan. Nel panico, Alpha attiva la sua sequenza di autodistruzione, in modo che Primátor non possa utilizzarlo per accedere al Centro di Comando. Non essendo più in grado di contattare Alpha, i Rangers si teletrasportano al quartier generale dove trovano che Zordon è stato ripristinato. Questi illumina i Rangers sulla difficile situazione di Alpha, e rivela che hanno solo pochi minuti per salvarlo. Il Primátor intanto comincia ad imitare i Power Rangers trasformandosi in ognuno di loro per metterli in confusione. Zordon scopre però che il mostro non riesce a mantenere l'illusione quando la sua vera forma viene riflessa in uno specchio.

## Amici o Nemici?
- Titolo originale: Putty on the Brain
- Diretto da: John Stewart
- Scritto da: Mark Litton

### Trama
Lord Zedd lancia un incantesimo su Billy e Zack, in modo che vedano gli altri Rangers come fossero dei Putties! Intanto Zedd coglierà l'occasione di inviare contro di loro il mostro Saliguana, un'enorme salamandra sputafuoco. Mentre Billy cerca un rimedio all'incantesimo, il mostro appare con una squadra di Putties sulla spiaggia di Angel Grove e i Power Rangers si trasformano per combattere; per fortuna Trini scopre che quando sono trasformati, l'incantesimo non ha effetto sulla vista di Zach e Billy, quindi non ci saranno problemi di riconoscimento.

## Il Fiore del Male
- Titolo originale: Bloom of Doom
- Diretto da: John Stewart
- Scritto da: Cheryl Saban

### Trama
È il giorno delle iscrizioni ai club del liceo Angel Grove High e tutti gli studenti hanno istituito uno stand al quale le persone possono iscriversi per unirsi ai loro rispettivi club. Nessuno però sembra iscriversi al club dei fiori di Kimberly; mentre tutte le ragazze sono focalizzate sul club di pallavolo di Trini, rendendo Kimberly delusa e un po' gelosa. Lord Zedd sfrutta questo sentimento per lanciare un incantesimo sul Pink Ranger rendendola gelosa della sua amica. Zedd crea poi il mostro "Fiore del Male", che cattura Kimberly e la intrappola in una dimensione misteriosa.

## L'incubo
- Titolo originale: The Green Dream
- Diretto da: John Stewart
- Scritto da: Stewart St. John

### Trama
Tommy è turbato da un sogno ricorrente nel quale perde i suoi poteri, ma non immagina che ci sia Zedd dietro a questi incubi. Fa infatti tutto parte del suo piano per catturare Tommy e rubare la Spada del Potere. Il Green Ranger viene aggredito dai Putties, e Goldar lo imprigiona in una caverna dove viene condizionato a rubare la spada. Credendo che il loro compagno sia ritornato un essere malvagio, gli altri Ranger vengono colti di sorpresa e si lasciano sfuggire la Spada del Potere. Quando Tommy si risveglia dall'ipnosi, il mostro Robot-Ariete di Lord Zedd è in possesso della formidabile arma, allora il Green Ranger decide di lottare da solo allo stremo delle forze per rimediare al danno causato..

## Il Ladro di Poteri
- Titolo originale: The Power Stealer
- Diretto da: Terence H. Winkless
- Scritto da: Barbara Oliver, Tony Oliver

### Trama
I Rangers conducono un'unità per la pulitura del parco e delle strade di Angel Grove, ma Lord Zedd ha ideato un nuovo piano per eliminarli grazie al mostro Piovrafante, che imprigiona i Power Rangers in un vaso magico prosciugando i loro poteri. Gli unici a salvarsi sono Jason e Billy che si teletrasportano al Centro di Comando e scoprono che il mostro adora osservare la sua immagine, distraendosi in battaglia. Mentre il Red Ranger tiene impegnato il Piovrafante con uno scudo ideato dal Blue Ranger che nasconde al suo interno uno specchio, quest'ultimo libera gli altri Power Rangers.